# Polarización del vacío
En teoría cuántica de campos y más específicamente en electrodinámica cuántica, la polarización del vacío describe un proceso en el cual un campo electromagnético constante produce pares virtuales electrón-positrón que cambian la distribución de las cargas y las corrientes que ha generado el campo electromagnético original. También se conoce a la polarización del vacío como la auto-energía del Bosón de gauge (fotón). La polarización del vacío se observó experimentalmente en 1997 en el acelerador de partículas TRISTAN de Japón.

## Explicación
De acuerdo con la teoría cuántica de campos, el estado fundamental de un sistema con partículas en interacción no se describe simplemente como un espacio vacío. Más bien, contiene pares virtuales de partículas-antipartículas de corta duración, que se crean fuera del vacío y se aniquilan mutuamente.
Algunos de estos pares de partículas-antipartículas están cargados; por ejemplo, los pares virtuales electrón-positrón. Dichos pares cargados, actúan como un dipolo eléctrico. En la presencia de un campo eléctrico, por ejemplo el campo electromagnético alrededor de un electrón, estos pares de partícula-antipartícula se reposicionan a sí mismos, contrarrestando de esa forma el campo parcialmente (lo que supone un efecto de apantallamiento parcial). El campo por tanto será más débil de lo que se hubiera esperado si el vacío estuviera completamente vacío. A esta reorientación de los pares partícula-antipartícula de corta duración, se la conoce como polarización del vacío.
Mediante el presente diagrama, se muestra la contribución del bucle-único a la polarización del vacío, mediante el par fermión-antifermión:

Diagrama de polarización en vacío de un bucle. Esta es la contribución de un bucle al propagador de fotones Π debido a la polarización del vacío en la electrodinámica cuántica. Contribuye a una renormalización de la función de onda del fotón, lo que lleva a un filtrado de carga. Tiene una divergencia logarítmica. Se pueden considerar diagramas de un bucle similares para otros bosones de calibre, como W, Z y los gluones.

## Tensor de Polarización del vacío
La polarización del vacío se cuantifica por el tensor de polarización del vacío Πμν(p) el cual describe el efecto dieléctrico como una función del cuadrimomentum p que se lleva a cabo por el fotón. Por tanto, la polarización del vacío depende de la transferencia de momentum, o dicho de otra forma, de la constante dieléctrica escalo-dependiente. Concretamente, en el caso del electromagnetismo, podemos describir a la constante de estructura fina como una cantidad efectivo-dependiente de la transferencia de momentum; como primer orden en las correcciones, tenemos:
{\displaystyle \alpha _{\text{eff}}(p^{2})={\frac {\alpha }{1-[\Pi _{2}(p^{2})-\Pi _{2}(0)]}}}
Dónde Πμν(p) = (p2 gμν - pμpν) Π(p2) denotando el subíndice 2 la corrección del orden principal e2. La estructura del tensor Πμν(p) se ajusta mediante la identidad Ward.

## Lectura adicional
- Para la obtención de la polarización del vacío en cromodinámica cuántica, véase la sección 7.5 de M.E. Peskin y D.V. Schroeder, An Introduction to Quantum Field Theory, Addison-Wesley, 1995.